# Photodétecteur à report et intégration
Un photodétecteur à report et intégration (en anglais time delay and integration ou time delay integration (TDI)) est un capteur photographique CCD destiné à capter des images d'objets mobiles peu lumineux.  Le déplacement qu'il peut capter est similaire à celui capté par une caméra linéaire CCD qui utilise une seule ligne d'éléments photosensibles pour capturer une bande d'image d'une scène qui se déplace perpendiculairement à la ligne d'éléments.  Cependant, une caméra linéaire CCD a besoin d'un niveau d'éclairement élevé, de façon à enregistrer l'image rapidement avant que le déplacement ne rende l'image floue. Le CCD TDI surmonte cette limitation d'éclairement en ayant plusieurs rangées d'éléments qui chacune décalent leurs mesures partielles vers la rangée adjacente de façon synchrone avec le déplacement de l'image à travers le réseau d'éléments. Cela donne une sensibilité élevée pour des images mobiles non atteignable avec des matrices CCD conventionnelles ou des systèmes à caméra linéaire.
Par rapport aux systèmes à caméra linéaire, le CCD TDI accroît la sensibilité en additionnant les photo-charges de ses lignes multiples.

## Applications
Le CCD TDI est surtout utilisé pour scanner des objets mobiles, par exemple dans des scanners de documents ou de films, ou à partir d'une plateforme mobile, par exemple en reconnaissance aérienne.
- Astronomie[3]
- Radiographie médicale[4]
  - angiographie
  - mammographie
- Imagerie militaire[5]
  - Surveillance à haute altitude
  - Observation en faible lumière